# Hermonassa dictyodes
Hermonassa dictyodes är en fjärilsart som beskrevs av Charles Boursin 1967. Hermonassa dictyodes ingår i släktet Hermonassa och familjen nattflyn. Inga underarter finns listade i Catalogue of Life.